# Valère Ollivier
Valère Ollivier (Roeselare, 28 de septiembre de 1921-Roeselare, 10 de febrero de 1958) fue un ciclista belga que fue profesional entre 1942 y 1955. 
Durante su carrera profesional consiguió 93 victorias, las más importantes de los cuales serían la Gante-Wevelgem (1948), el Campeonato de Bélgica de ciclismo en ruta (1949) y la Kuurne-Bruselas-Kuurne (1950).

## Palmarés
| 1945 - Kuurne-Bruselas-Kuurne 1948 - Gante-Wevelgem 1949 - Campeonato de Bélgica en Ruta - Gran Premio Marcel Kint 1950 - Kuurne-Bruselas-Kuurne - Gran Premio Marcel Kint - 1 etapa de la Vuelta en Bélgica - 3.º en el Campeonato de Bélgica en Ruta | 1951 - Circuito de las Ardenes flamencas - Ichtegem - Campeón de Europa de Madison (con Albert Sercu) 1952 - Circuito de Houtland 1953 - 1 etapa de la París-Niza 1954 - Bruselas-Ingooigem 1955 - 1 etapa de la Vuelta en el Marruecos |

## Resultados en Grandes Vueltas y Campeonatos del Mundo
Durante su carrera deportiva ha conseguido los siguientes puestos en las Grandes Vueltas y en los Campeonatos del Mundo en carretera:
| Carrera         | 1946 | 1947 | 1948 | 1949 | 1950 | 1951 | 1952 | 1953 | 1954 | 1955 |
| --------------- | ---- | ---- | ---- | ---- | ---- | ---- | ---- | ---- | ---- | ---- |
| Giro de Italia  | -    | -    | -    | -    | -    | -    | -    | -    | -    | -    |
| Tour de Francia | X    | -    | -    | -    | -    | -    | -    | -    | -    | -    |
| Vuelta a España | -    | -    | -    | X    | -    | X    | X    | X    | X    | -    |
| Mundial en Ruta | -    | -    | -    | Ab.  | 11º  | -    | -    | -    | -    | -    |

-: no participa

Ab.: abandono